# Aleksandr Lapauri
Aleksandr Lapauri, ryska Александр Лапаури, född 15 juni 1926 i Moskva, död 5 augusti 1975, var en rysk balettdansare och koreograf med georgiskt påbrå, därav hans georgiska efternamn.
Lapauri anställdes av Bolsjojbaletten 1944. Han gifte sig med ballerinan Raisa Strutjkova, och tillsammans gjorde de många bejublade framträdanden på balettscenen. Lapauri gjorde bland annat en minnesvärd tolkning av khan Girel i Springbrunnen i Bachtjisaraj.
Lapauri omkom i en trafikolycka.